# Уфалейский хребет
Уфале́йский хребе́т — горный хребет в южной части Среднего Урала, на территории Свердловской и Челябинской областей России. Расположен в бассейне верховьев рек Чусовой и Уфы.
Хребет простирается в меридиональном направлении почти на 100 километров. Высшая точка — гора Чистый Увал (618 м). Хребет сложен кварцитами, гнейсами, метаморфическими сланцами. Покрыт сосново-берёзовыми лесами.
У северного подножия хребта расположено Дегтярское месторождение медной руды.

## Вершины хребта
- Гора Малиновая — 552 м
- Гора Высокая — 597 м
- Гора Гордина
- Гора Атаманова
- Гора Калиничева
- Гора Козырева — 539 м
- Гора Седов Камень — 611 м
- Гора Красный Камень — 607 м
- Гора Пермянский Увал — 600 м
- Гора Чистый Увал — 618 м
- Гора Каталажка — 540 м
- Гора Татарин — 606 м
- Гора Лисья — 564 м
- Гора Сокол — 560 м
- Гора Три Богатыря — 580 м